# Jacques Grimault
Jacques Grimault (Berry, 16 de julio de 1954), es un ensayista, guionista y editor francés.

## Biografía
En 2010 fue conocido mundialmente cuando salió la película sobre la Piramidología la revelación de las pirámides, un documental basado en el libro homónimo de Jacques Grimault, que plantea una hipótesis sin base científica que conecta las pirámides con varios monumentos antiguos, desde China hasta Perú, de Egipto a México, atribuyendo su construcción a supuestas civilizaciones extraterrestres.
Desde 2011, es el presidente de la asociación La Nouvelle Atlantide.
En abril de 2023, Grimault fue condenado a un año de prisión condicional por acoso a Faustine Boulay, presidenta de la asociación de lucha contra la desinformación en historia, historia del arte y arqueología, que tiempo atrás había puesto su película como ejemplo de desinformación en historia.

## Obras
Ensayos
- La Révélation Des Pyramides, en version N&B: Tome 1 : Pyramides De Lumière Broché – 6 novembre 2018
- De la Sainte Opération naturelle pour faire la Pierre des Sages, Pierre de la Borde
- ABC de l'Alchimie, éditions de la nouvelle atlantide, 2017.
- Comprendre le nombre d'or: sans les mathématiques, ou comment l'univers fonctionne en harmonie, le nombre d'or dans la grande pyramide de Gizeh Broché – 2 mars 2016, Editeur : CreateSpace Independent Publishing Platform (2 mars 2016), ISBN 1530344409
- Les Mystères de la Grande Pyramide dévoilés et expliqués en images: les découvertes de Jacques Grimault, Broché – 21 mars 2016, CreateSpace Independent Publishing Platform, (21 mars 2016), ISBN 978-1530664849
- Mes Inventions Nikola Tesla, un livret de Jacques Grimault Broché – 9 février 2018.
- Le petit livre des Tarots, Editeur : CreateSpace Independent Publishing Platform (19 mars 2016), ISBN 978-1530636884
- Introduction à l'Astrologie hermétique, Editeur : CreateSpace Independent Publishing Platform, (19 mars 2016), ISBN 978-1530635085
- La logique de la science, Charles Sanders-Peirce, Editeur : CreateSpace Independent Publishing Platform (5 août 2016), ISBN 978-1536926453
- Le Mystère Khéops: le plus étrange édifice du monde,  Editeur : CreateSpace Independent Publishing Platform (21 mars 2016), ISBN 978-1530663811
- Logique de L'Initiation traditionnelle,  Editeur : CreateSpace Independent Publishing Platform (6 août 2016), ISBN 978-1536943771
- Analectes égyptologiques, livret 1 (Egyptologie)
- Le Livre des 12 portes Broché – 6 août 2016, Editeur : CreateSpace Independent Publishing Platform (6 août 2016), ISBN 978-1536940787
- La Révélation de l'Île de Pâques,  19 mars 2016, Editeur : CreateSpace Independent Publishing Platform (19 mars 2016), ISBN 978-1530636327
- Table Ronde, Graal et Alchimie: De la légende à l’Histoire… Le roi Arthur et la Table ronde,  6 août 2016, Editeur : CreateSpace Independent Publishing Platform (6 août 2016), ISBN 978-1536948035
- Les secrets templiers, Editeur : CreateSpace Independent Publishing Platform (28 décembre 2017), ISBN-13: 978-1982098711
- L'énigme Marie-Madeleine, Editeur : CreateSpace Independent Publishing Platform (19 mars 2016), ISBN 978-1530635153

Revistas
- Nouvelle planète N° 4 - Ovni et extraterrestres Broché – 20 mars 2016, Editeur : CreateSpace Independent Publishing Platform (20 mars 2016), ISBN 978-1530654840
- Atlantis revue 463: Les mystères de la transmutation alchimique, une énigme nommée Fulcanelli Broché – 4 mars 2016, Editeur : CreateSpace Independent Publishing Platform (4 mars 2016), ISBN 978-1530376766

Película
- Exclusif, La Révélation Des Pyramides, le Film: Le livret du film - Un film de Patrice Pooyard d'après le livre de Jacques Grimault Broché – 20 mars 2016

Editor
- Recueil de documents sur la lévitation, Colonel Albert de Rochas d’Aiglun Broché – 19 mars 2016, Editeur : CreateSpace Independent Publishing Platform (19 mars 2016), ISBN 978-1530636020
- Second traité de l'antimoine, d’Alexandre von Suchten, Editeur : CreateSpace Independent Publishing Platform (6 août 2016), ISBN 978-1536947847